# Leevi and the Leavings
A Leevi and the Leavings egy 1978-ban alakult finn pop-rock együttes volt. A zenekar legkiemelkedőbb tagja Gösta Sundqvist volt, aki szinte egyedül készítette a dalok kompozícióit, szövegét és hangszerelését. A további tagok Risto Paananen, Juha Karastie és Niklas Nylund voltak. Sundqvist 2003-ban bekövetkezett halála után az együttes további tagjai úgy döntöttek, feloszlanak.
A zenekar arról is híressé vált, hogy az 1981-es Eurovíziós Dalfesztivál előselejtezőjén kívül nem lépett fel, ennek ellenére népszerű lett. A zenekar sikere nagyrészt a Sundqvist által írt daloknak köszönhető. Ezekben Sundqvist kapcsolatokkal, társadalmi kérdésekkel, alkoholizmussal, marginalizációval és természetvédelemmel foglalkozott, gyakran humorosan és ironikusan. 1995-ben a zenekar megkapta az Emma-díjat az év finn zenekara kategóriában.
A Leevi and the Leavings összesen tizenhat stúdióalbumot adott ki. A zenekar legismertebb dalai közé tartozik a „Mitä kuuluu, Marja-Leena?” („Hogy vagy, Marja-Leena?”), a „Raparperitaivas” („Rebarbara mennyország”), az „Unelmia ja toimistohommia” („Álmok és irodai munka”), a „Poika nimeltä Päivi” („Päivi nevű fiú”), a „Pohjois-Karjala” („Észak-Karélia”), a „Teuvo, maanteiden kuningas” („Teuvo, az országutak királya”), a „Vasara ja nauloja” („Kalapács és szögek”) és az „Itkisitkö onnesta?” („Sírnál a boldogságtól?”).

## Tagok
1978-1979
- Gösta Sundqvist – ének, gitár
- Risto Paananen – gitár, basszusgitár, ének
- Reijo Inna – dob
- Jari Malinen – zongora

1979-1982
- Gösta Sundqvist – ének, gitár
- Juha Karastie – gitár
- Risto Paananen – basszusgitár, ének
- Jarmo Leivo – dob

1982-1986
- Gösta Sundqvist – ének, gitár
- Juha Karastie – gitár
- Risto Paananen – basszusgitár, ének
- Markku Mattila – dob

1986-1987
- Gösta Sundqvist – ének, gitár
- Juha Karastie – gitár
- Risto Paananen – basszusgitár, ének, dob

1987-2003
- Gösta Sundqvist – ének, gitár
- Juha Karastie – gitár
- Risto Paananen – basszusgitár, ének
- Niklas Nylund – dob

## Diszkográfia
Stúdióalbumok
- Suuteleminen kielletty (Csókolózni tilos) (1980)
- Mies joka toi rock ’n’ rollin Suomeen (A férfi, aki a rock 'n' rollt Finnországba hozta) (1981)
- Kadonnut laakso (Elveszett völgy) (1982)
- Raha ja rakkaus (Pénz és szerelem) (1985)
- Perjantai 14. päivä (Péntek 14.) (1986)
- Häntä koipien välissä (Farok lábak között) (1988)
- Musiikkiluokka (Zeneosztály) (1989)
- Varasteleva joulupukki (A tolvaj Mikulás) (1990)
- Raparperitaivas (Rebarbara mennyország) (1991)
- Turkmenialainen tyttöystävä (Türkmén barátnő) (1993)
- Rakkauden planeetta (A szerelem bolygója) (1995)
- Käärmenäyttely (Kígyókiállítás) (1996)
- Kerran elämässä (Egyszer az életben) (1998)
- Bulebule (2000)
- Onnen avaimet (A boldogság kulcsai) (2002)
- Hopeahääpäivä (Ezüst házassági évforduló) (2003)